# Óscar de Marcos
Óscar de Marcos Arana (Laguardia, 14 de abril de 1989) é um ex futebolista espanhol que atuava como lateral-direito.É o segundo jogador com mais partidas pelo Atlétic Bilbao.
Estreou profissionalmente no Deportivo Alavés na segunda divisão espanhola em 2008. Em 2009 passou a integrar o Athletic Bilbao. Em janeiro de 2012 estendeu seu contrato com o clube até junho de 2016.
Em outubro de 2014 renovou seu vínculo com o clube até junho de 2019.

## Títulos
Athletic Bilbao
- Supercopa da Espanha: 2015, 2020-21
- Copa do Rei: 2023–24